# Povolnya platycosma
Povolnya platycosma là một loài bướm đêm thuộc họ Gracillariidae. Nó được tìm thấy ở Sri Lanka.
Ấu trùng ăn Litsea glutinosa. Chúng ăn lá nơi chúng làm tổ.